# Чемпионат мира по футболу 2014 (отборочный турнир)
Отборочный турнир чемпионата мира по футболу 2014 в Бразилии проходил с 15 июня 2011 по 20 ноября 2013 года. 3 марта 2011 года ФИФА распределила места в финальном турнире по региональным конфедерациям. Распределение мест осталось таким же, как и для двух предыдущих чемпионатов мира. Одно место заняли хозяева турнира, конфедерации получили 29 гарантированных мест в финальном турнире, ещё 2 места были заняты победителями межконтинентальных стыковых матчей; состав пар их участников был определён жеребьёвкой 29 июля 2011 года. Жеребьёвка в зонах УЕФА (1 раунд), КАФ (1 и 2 раунды), КОНКАКАФ (2 и 3 раунды), АФК (3 раунд) и ОФК (2 раунд) состоялась 30 июля 2011 года в Рио-де-Жанейро.
Первый матч отборочного турнира состоялся 15 июня 2011 года (Монтсеррат — Белиз, зона КОНКАКАФ), последний — 20 ноября 2013 года (Уругвай — Иордания, межконтинентальный стыковой матч).

## Участники
В отборочном турнире принимали участие сборные 203 из 208 стран, состоявших в ФИФА на начало отборочного цикла (Южный Судан был принят в ФИФА 25 мая 2012 года).
Бразилия как организатор чемпионата автоматически получила место в финальном турнире.
Бутан, Гуам и Мавритания отказались от участия в турнире.
Бруней находился под действием запрета ФИФА на участие в международных матчах к последнему дню регистрации заявок на участие в турнире. Запрет был снят 31 мая 2011 года, уже после жеребьевки 1-го и 2-го раундов отборочного турнира в азиатской зоне, состоявшейся двумя месяцами ранее, 30 марта 2011 года.
Сирия была дисквалифицирована за участие в матчах игрока без сирийского гражданства.
Багамы и Маврикий снялись с турнира после жеребьёвки, причём Багамы успели провести 2 игры.

## Вышли в финальный турнир
| Сборная              | Способ квалификации                                             | Дата выхода в финальный турнир | Участие в финальном турнире | Подряд | В последний раз | Лучший результат                       | Рейтинг ФИФА на момент начала турнира |
| -------------------- | --------------------------------------------------------------- | ------------------------------ | --------------------------- | ------ | --------------- | -------------------------------------- | ------------------------------------- |
| Бразилия             | Организатор                                                     | 30 октября 2007                | 20                          | 20     | 2010            | Чемпион (1958, 1962, 1970, 1994, 2002) | 3                                     |
| Япония               | Азия, группа В, 1-е место                                       | 4 июня 2013                    | 5                           | 5      | 2010            | 1/8 финала (2002, 2010)                | 46                                    |
| Австралия            | Азия, группа В, 2-е место                                       | 18 июня 2013                   | 4                           | 3      | 2010            | 1/8 финала (2006)                      | 62                                    |
| Иран                 | Азия, группа A, 1-е место                                       | 18 июня 2013                   | 4                           | 1      | 2006            | Групповой этап (1978, 1998, 2006)      | 43                                    |
| Республика Корея     | Азия, группа A, 2-е место                                       | 18 июня 2013                   | 9                           | 8      | 2010            | 4-е место (2002)                       | 57                                    |
| Нидерланды           | Европа, группа D, 1-е место                                     | 10 сентября 2013               | 10                          | 3      | 2010            | 2-е место (1974, 1978, 2010)           | 15                                    |
| Италия               | Европа, Группа B, 1-е место                                     | 10 сентября 2013               | 18                          | 14     | 2010            | Чемпион (1934, 1938, 1982, 2006)       | 9                                     |
| США                  | Северная Америка, 1-е место                                     | 10 сентября 2013               | 10                          | 7      | 2010            | 3-е место (1930)                       | 13                                    |
| Коста-Рика           | Северная Америка, 2-е место                                     | 10 сентября 2013               | 4                           | 1      | 2006            | 1/8 финала (1990)                      | 28                                    |
| Аргентина            | Южная Америка, 1-е место                                        | 10 сентября 2013               | 16                          | 11     | 2010            | Чемпион (1978, 1986)                   | 5                                     |
| Бельгия              | Европа, группа A, 1-е место                                     | 11 октября 2013                | 12                          | 1      | 2002            | 4-е место (1986)                       | 11                                    |
| Швейцария            | Европа, группа Е, 1-е место                                     | 11 октября 2013                | 10                          | 3      | 2010            | 1/4 финала (1934, 1938, 1954)          | 6                                     |
| Германия             | Европа, группа C, 1-е место                                     | 11 октября 2013                | 18                          | 16     | 2010            | Чемпион (1954, 1974, 1990)             | 2                                     |
| Колумбия             | Южная Америка, 2-е место                                        | 11 октября 2013                | 5                           | 1      | 1998            | 1/8 финала (1990)                      | 8                                     |
| Россия               | Европа, группа F, 1-е место                                     | 15 октября 2013                | 3                           | 1      | 2002            | Групповой этап (1994, 2002)            | 19                                    |
| Босния и Герцеговина | Европа, группа G, 1-е место                                     | 15 октября 2013                | 1                           | 1      | —               | —                                      | 21                                    |
| Англия               | Европа, группа H, 1-е место                                     | 15 октября 2013                | 14                          | 5      | 2010            | Чемпион (1966)                         | 10                                    |
| Испания              | Европа, группа I, 1-е место                                     | 15 октября 2013                | 14                          | 10     | 2010            | Чемпион (2010)                         | 1                                     |
| Чили                 | Южная Америка, 3-е место                                        | 15 октября 2013                | 9                           | 2      | 2010            | 3-е место (1962)                       | 14                                    |
| Эквадор              | Южная Америка, 4-е место                                        | 15 октября 2013                | 3                           | 1      | 2006            | 1/8 финала (2006)                      | 26                                    |
| Гондурас             | Северная Америка, 3-е место                                     | 15 октября 2013                | 3                           | 2      | 2010            | Групповой этап (1982, 2010)            | 33                                    |
| Нигерия              | Африка, победитель стыковых матчей                              | 16 ноября 2013                 | 5                           | 2      | 2010            | 1/8 финала (1994, 1998)                | 44                                    |
| Кот-д’Ивуар          | Африка, победитель стыковых матчей                              | 16 ноября 2013                 | 3                           | 3      | 2010            | Групповой этап (2006, 2010)            | 23                                    |
| Камерун              | Африка, победитель стыковых матчей                              | 17 ноября 2013                 | 7                           | 2      | 2010            | 1/4 финала (1990)                      | 56                                    |
| Гана                 | Африка, победитель стыковых матчей                              | 19 ноября 2013                 | 3                           | 3      | 2010            | 1/4 финала (2010)                      | 37                                    |
| Алжир                | Африка, победитель стыковых матчей                              | 19 ноября 2013                 | 4                           | 2      | 2010            | Групповой этап (1982, 1986, 2010)      | 22                                    |
| Греция               | Европа, победитель стыковых матчей                              | 19 ноября 2013                 | 3                           | 2      | 2010            | Групповой этап (1994, 2010)            | 12                                    |
| Хорватия             | Европа, победитель стыковых матчей                              | 19 ноября 2013                 | 4                           | 1      | 2006            | 3-е место (1998)                       | 18                                    |
| Португалия           | Европа, победитель стыковых матчей                              | 19 ноября 2013                 | 6                           | 4      | 2010            | 3-е место (1966)                       | 4                                     |
| Франция              | Европа, победитель стыковых матчей                              | 19 ноября 2013                 | 14                          | 5      | 2010            | Чемпион (1998)                         | 17                                    |
| Мексика              | Северная Америка, победитель межконтинентальных стыковых матчей | 20 ноября 2013                 | 15                          | 6      | 2010            | 1/4 финала (1970, 1986)                | 20                                    |
| Уругвай              | Южная Америка, победитель межконтинентальных стыковых матчей    | 20 ноября 2013                 | 12                          | 2      | 2010            | Чемпион (1930, 1950)                   | 7                                     |

## Регламент
Матчи отборочного турнира могли проводиться в одном из трёх форматов:
1. Групповой турнир по круговой системе в два круга: каждая команда в группе играет с каждой два матча, по одному на поле каждого из соперников;
2. Игры на выбывание: пара команд проводит два матча, по одному на поле каждого из соперников;
3. Групповой турнир по круговой системе в один круг на поле одного из участников или на нейтральном поле.

При проведении матчей по первым двум форматам перенос игры в другую страну допускался лишь с разрешения оргкомитета ФИФА.
```
Дополнительные показатели при равенстве очков у двух и более команд (статья 41.5):
```

1. Разница забитых и пропущенных голов
2. Количество мячей, забитых во всех играх
3. Результат игр между собой (очки, разность мячей, количество забитых мячей)
4. Жеребьевка

При проведении матчей на выбывание побеждала команда, забившая больше голов по сумме двух матчей.
- При равенстве числа голов действовало правило гола, забитого на чужом поле.
- Если по окончании основного времени второго матча счёт по сумме игр равный и обе команды забили равное число голов на чужом поле или не забили ни одного, назначалось дополнительное время (два тайма по 15 минут).
- Дополнительное время является частью второго матча: если обе команды забили равное число голов в дополнительное время, побеждала команда гостей по правилу гола на чужом поле.
- Если обе команды не забили в дополнительное время ни одного гола, назначались послематчевые пенальти[8].

## Европа (УЕФА)
В финальный турнир вышли 13 команд.
53 участника были разбиты на девять групп: восемь по шесть команд и одну с пятью сборными. Победители девяти групп напрямую попали в финальную стадию. Восемь обладателей вторых мест с лучшими показателями приняли участие в спаренных стыковых матчах, победители которых стали ещё четырьмя участниками финального турнира.

## Южная Америка (КОНМЕБОЛ)
Бразилия как организатор турнира автоматически получила путёвку на участие в нём. Оставшиеся девять сборных зоны КОНМЕБОЛ сыграли в одной группе по двухкруговой системе — все команды сыграли по два матча друг с другом. Четыре лучшие команды прошли в финальный турнир; команда, занявшая пятое место, приняла участие в межконтинентальных стыковых матчах со сборной Иордании.

## Африка (КАФ)
Участвовали 52 команды, из них в финальный турнир вышли 5 команд.

## Северная Америка (КОНКАКАФ)
Участвовали 35 сборных, из них в финальный турнир вышли 3 команды; ещё одна команда участвовала в межконтинентальных стыковых матчах со сборной Новой Зеландии.

## Азия (АФК)
Участвовали 43 сборные, из них в финальный турнир вышли 4 команды; ещё одна команда участвовала в межконтинентальных стыковых матчах со сборной Уругвая.
Жеребьёвка первых двух раундов отборочного турнира в зоне АФК состоялась 30 марта 2011 года в Куала-Лумпуре.

## Океания (ОФК)
Участвовали 11 команд, победитель отборочного турнира в зоне ОФК участвовал в межконтинентальных стыковых матчах со сборной Мексики.
Функцию первого раунда отборочного турнира в Океании должны были выполнять футбольные соревнования на Тихоокеанских играх 2011, которые пройдут в Нумеа, Новая Каледония с 28 августа по 9 сентября. Соответствующее соглашение было подписано в Суве 13 июля 2009. Функцию второго раунда должен был играть Кубок наций ОФК 2012. Позже, в июне 2011 года, формат отборочных соревнований был пересмотрен ФИФА.

## Межконтинентальные стыковые матчи

### Азия (АФК) — Южная Америка (КОНМЕБОЛ)
| Команда 1 | Итог | Команда 2 | 1-й матч | 2-й матч |
| --------- | ---- | --------- | -------- | -------- |
| Иордания  | 0:5  | Уругвай   | 0:5      | 0:0      |

### Северная Америка (КОНКАКАФ) — Океания (ОФК)
| Команда 1 | Итог | Команда 2      | 1-й матч | 2-й матч |
| --------- | ---- | -------------- | -------- | -------- |
| Мексика   | 9:3  | Новая Зеландия | 5:1      | 4:2      |

### Первые матчи
| 13 ноября 2013 | \| Иордания \| 0:5 Отчёт \| Уругвай \| \| \| Голы \| Перейра 21′ · Стуани 43′ · Лодейро 69′ · Родригес 78′ · Кавани 90+2′ \| | Международный стадион, Амман Зрителей: 17 370 Судья: Свейн Моэн      |
| Иордания       | 0:5 Отчёт | Уругвай                                                              |
|                | Голы | Перейра 21′ · Стуани 43′ · Лодейро 69′ · Родригес 78′ · Кавани 90+2′ |

| 13 ноября 2013                                            | \| Мексика \| 5:1 Отчёт \| Новая Зеландия \| \| Агилар 32′ · Хименес 40′ · Перальта 48′, 80′ · Маркес 84′ \| Голы \| Джеймс 86′ \| | Ацтека, Мехико Зрителей: 99 832 Судья: Виктор Кашшаи |
| Мексика                                                   | 5:1 Отчёт | Новая Зеландия                                       |
| Агилар 32′ · Хименес 40′ · Перальта 48′, 80′ · Маркес 84′ | Голы | Джеймс 86′                                           |

### Ответные матчи
| 20 ноября 2013                 | \| Новая Зеландия \| 2:4 Отчёт \| Мексика \| \| Джеймс 80′ (пен.) · Фаллон 83′ \| Голы \| Перальта 14′, 29′, 32′ · Пенья 87′ \| | Уэстпак, Веллингтон Зрителей: 35 206 Судья: Феликс Брых |
| Новая Зеландия                 | 2:4 Отчёт | Мексика                                                 |
| Джеймс 80′ (пен.) · Фаллон 83′ | Голы | Перальта 14′, 29′, 32′ · Пенья 87′                      |

| 20 ноября 2013 | \| Уругвай \| 0:0 Отчёт \| Иордания \| | Сентенарио, Монтевидео Зрителей: 62 000 Судья: Юнас Эрикссон |
| Уругвай        | 0:0 Отчёт                              | Иордания                                                     |

## Бомбардиры

### 11 голов
- Дион Макколи
- Робин Ван Перси
- Луис Суарес

### 10 голов
- Питер Байерс
- Лионель Месси
- Эдин Джеко
- Орибе Перальта
- Блас Перес

### 9 голов
- Гонсало Игуаин
- Джерри Бенгтсон
- Радамель Фалькао

### 8 голов
- Ведад Ибишевич
- Месут Озил
- Альваро Саборио
- Жорж Гоп-Фенепеж
- Криштиану Роналду
- Клинт Демпси
- Златан Ибрагимович
- Синдзи Окадзаки

### 7 голов
- Уэйн Руни
- Ле Конг Винь
- Карло Костли
- Ахмад Хайель
- Хассан Абдель Фаттах
- Юнис Махмуд
- Жак Аэко
- Крис Вуд
- Луис Техада
- Фелипе Кайседо